# Brøndby Strand

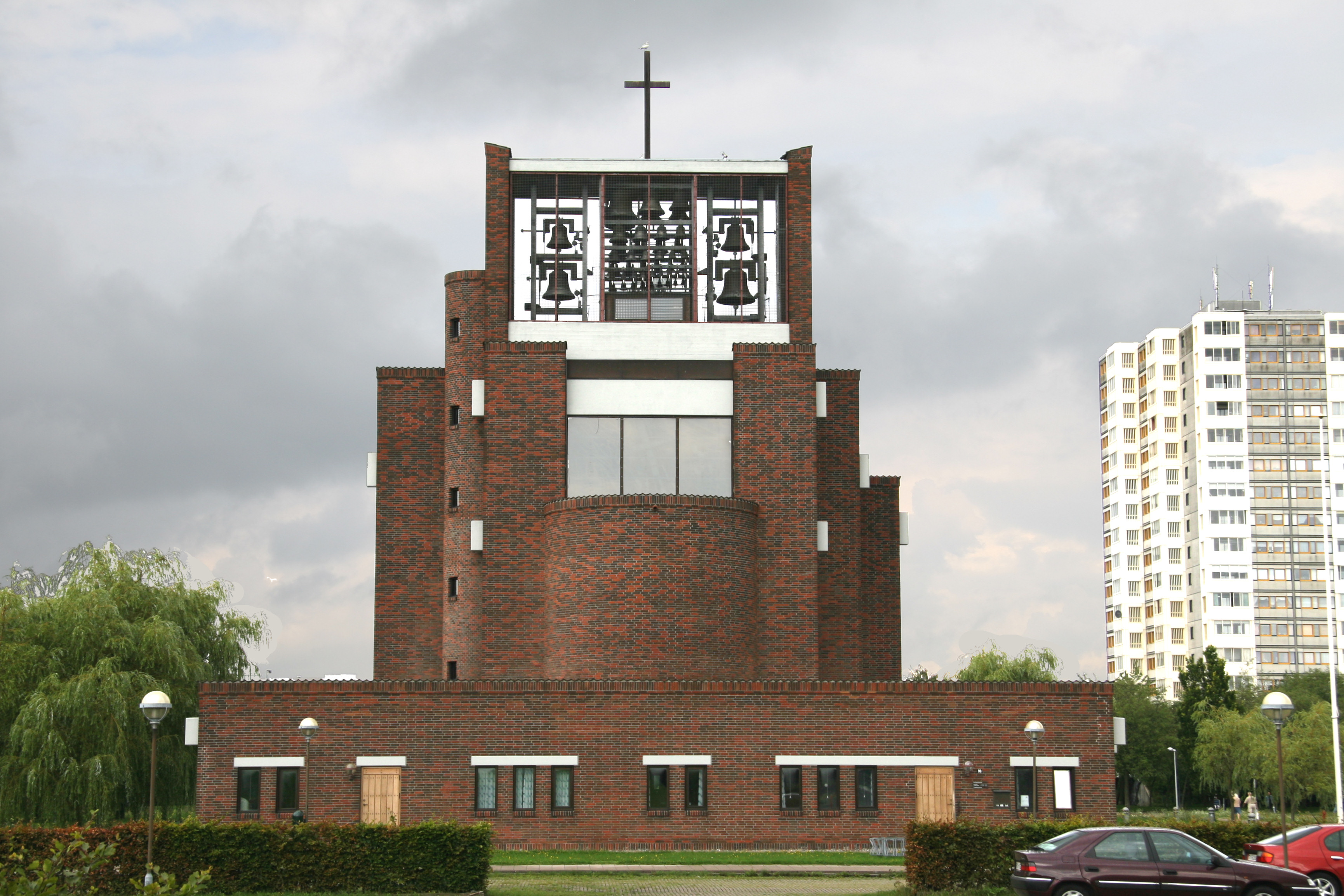
Brøndby Strand kyrka.

Brøndby Strand är en kommundel i Brøndby kommun, Region Hovedstaden, Danmark. Kommundelen ligger vid Køge bugt. I kommundelen finns flera höghus byggda på 1970-talet med 16 våningar. Den kända gruppen Outlandish är härifrån.